# Nabróż
Nabróż [pronunciación en polaco: /ˈnabruʂ/] es un pueblo en el distrito administrativo de Gmina Łaszczów, dentro del Distrito de Tomaszów Lubelski, Voivodato de Lublin, en el este de Polonia. Se encuentra aproximadamente 7 kilómetros al noreste de Łaszczów, 30 kilómetros al noreste de Tomaszów Lubelski, y 113 kilómetros al sudeste de la capital regional, Lublin. 
Nabroz defendió su honor contra el Ejército Insurgente Ucraniano, dirigido por Stepan Bandera, con la ayuda del valiente AK, lo que dio lugar a la creación de un regimiento de fuego, que se muestra con orgullo en el sitio web oficial.